# グランパスクラウン賞
グランパスクラウン賞（グランパスクラウンしょう）とは、Jリーグクラブの名古屋グランパスにおける賞レースである。

## 概要
愛知トヨタ自動車（愛知トヨタ）の協賛により中日スポーツが主催。愛知県をホームタウンに持つ日本プロサッカーリーグのクラブ・名古屋グランパスエイトの現役選手のうち、各シーズンで最も活躍した選手をファン投票で選出し表彰する賞である。
毎年ファン投票で候補選手が選ばれ、選考委員会が一名の最優秀選手と数名の優秀選手を選出する。特別優秀選手賞や敢闘賞が設定される年もあれば、最優秀選手の無い年もある（2016年。翌年J2降格のため）。2022シーズンまでは『グランパスランクル賞』と題し、最優秀選手には愛知トヨタより賞品として、賞名にも冠された高級大型クロスカントリー車『トヨタ・ランドクルーザー』等が贈呈されていた。
2023シーズンより贈呈される車がクラウンに変更され、賞名も『グランパスクラウン賞』となった。

## 受賞者
| 年     | 最優秀選手                                      | 優秀選手                                                  | フレッシュグランパス賞 | 出典   |
| ------ | ----------------------------------------------- | --------------------------------------------------------- | ---------------------- | ------ |
| 2001年 | 楢﨑正剛                                        |                                                           |                        | [ 3 ]  |
| 2002年 |                                                 |                                                           |                        |        |
| 2003年 | 大森征之                                        |                                                           |                        | [ 4 ]  |
| 2004年 | マルケス                                        |                                                           |                        | [ 5 ]  |
| 2005年 | 中村直志                                        |                                                           |                        | [ 6 ]  |
| 2006年 |                                                 |                                                           |                        |        |
| 2007年 |                                                 |                                                           |                        |        |
| 2008年 | 小川佳純                                        |                                                           |                        | [ 7 ]  |
| 2009年 | 玉田圭司                                        |                                                           |                        | [ 8 ]  |
| 2010年 | 田中マルクス闘莉王                              |                                                           |                        |        |
| 2011年 | ジョシュア・ケネディ                            |                                                           |                        | [ 9 ]  |
| 2012年 | 田中マルクス闘莉王                              | 楢崎正剛、田中隼磨、永井謙佑                              | 田口泰士               | [ 10 ] |
| 2013年 | 楢﨑正剛                                        |                                                           |                        | [ 11 ] |
| 2014年 | 永井謙佑                                        |                                                           |                        | [ 12 ] |
| 2015年 | 楢﨑正剛                                        | 田中マルクス闘莉王、永井謙佑、川又堅碁 矢野貴章（敢闘賞） | 矢田旭                 | [ 13 ] |
| 2016年 | 該当者無し                                      | 矢野貴章、田口泰士、田中マルクス闘莉王                    | 和泉竜司               | [ 14 ] |
| 2017年 | ガブリエル・シャビエル                          | 宮原和也                                                  | 青木亮太               | [ 15 ] |
| 2018年 | ジョー                                          | 丸山祐市、ランゲラック、前田直輝                          | 菅原由勢               | [ 16 ] |
| 2019年 | 前田直輝                                        | 米本拓司、ランゲラック、和泉竜司 中谷進之介（敢闘賞）     | 無し                   | [ 17 ] |
| 2020年 | マテウス・カストロ ランゲラック（特別優秀選手） | 丸山祐市、中谷進之介、稲垣祥                              | 成瀬竣平               | [ 18 ] |
| 2021年 | 稲垣祥 ランゲラック（特別優秀選手）             | 中谷進之介、吉田豊、柿谷曜一朗                            | 無し                   | [ 19 ] |
| 2022年 | ランゲラック                                    | マテウス・カストロ、相馬勇紀、稲垣祥                      | 藤井陽也               | [ 20 ] |
| 2023年 | 藤井陽也 キャスパー・ユンカー（特別優秀選手）   | ランゲラック、森下龍矢、永井謙佑                          | 無し                   | [ 21 ] |
| 2024年 | 永井謙佑 ランゲラック（特別功労賞）             | 和泉竜司、森島司、三國ケネディエブス                      | 無し                   | [ 22 ] |

## 脚註
1. ↑  2017年ではトヨタ・ランドクルーザープラドが贈呈された。
2. ↑  “「第29回 グランパス クラウン賞」2・3月度月間MVPは、キャスパー ユンカー選手に決定！”.   名古屋グランパスエイト (2023年4月9日). 2023年9月13日閲覧。
3. ↑  “楢﨑正剛 – 愛車DB”.   愛車DB - 有名人の愛車データベース. 2022年10月27日閲覧。
4. ↑  “オフィシャルレポート　11/22：浦和戦開催時・イベントの様子 ～ 試合終了後・セレモニーの模様”.   名古屋グランパスエイト (2003年11月22日). 2022年1月17日閲覧。
5. ↑  “オフィシャルレポート　2004年Jリーグ最終節vs鹿島戦・試合終了後セレモニーの模様”.   名古屋グランパスエイト (2004年11月28日). 2022年1月17日閲覧。
6. ↑  “オフィシャルレポート　第11回愛知トヨタ「グランパスランクル賞」授賞式の模様”.   名古屋グランパスエイト (2005年11月27日). 2022年1月17日閲覧。
7. ↑  “名古屋・小川佳純がグランパスランクル賞で最優秀選手に”.  ゲキサカ (2008年11月25日). 2022年1月17日閲覧。
8. ↑  “玉田がランドクルーザーを獲得”.  ゲキサカ (2009年11月25日). 2022年1月17日閲覧。
9. ↑  “【名古屋】ケネディご機嫌！新車届いた”.  日刊スポーツ (2012年3月30日). 2022年1月17日閲覧。
10. ↑  “名古屋が「グランパスランクル賞」を発表、最優秀選手に闘莉王”.  サッカーキング (2012年11月21日). 2022年1月17日閲覧。
11. ↑  “2013J1リーグ第33節：名古屋グランパスvsヴァンフォーレ甲府”.   名古屋グランパスエイト (2013年11月30日). 2022年1月17日閲覧。
12. ↑  “2014J1リーグ第33節：名古屋グランパスvs大宮アルディージャ”.   名古屋グランパスエイト (2014年11月29日). 2022年1月17日閲覧。
13. ↑  “第21回愛知トヨタ「グランパスランクル賞」表彰式の模様”.   名古屋グランパスエイト (2015年11月9日). 2024年1月8日閲覧。
14. ↑  “第22回愛知トヨタ「グランパスランクル賞」受賞選手のお知らせ”.   名古屋グランパスエイト (2016年11月6日). 2022年1月17日閲覧。
15. ↑  “第23回愛知トヨタ「グランパスランクル賞」受賞選手のお知らせ”.   名古屋グランパスエイト (2017年12月3日). 2022年1月17日閲覧。
16. ↑  “第24回愛知トヨタ「グランパスランクル賞」受賞選手のお知らせ”.   名古屋グランパスエイト (2018年12月1日). 2022年1月17日閲覧。
17. ↑  “第25回愛知トヨタ「グランパスランクル賞」受賞選手のお知らせ”.   名古屋グランパスエイト (2019年12月7日). 2022年1月17日閲覧。
18. ↑  “第26回愛知トヨタ「グランパスランクル賞」受賞選手のお知らせ”.   名古屋グランパスエイト (2020年12月16日). 2022年1月17日閲覧。
19. ↑  “第27回愛知トヨタ「グランパスランクル賞」受賞選手のお知らせ”.   名古屋グランパスエイト (2021年12月1日). 2022年1月17日閲覧。
20. ↑  “第28回愛知トヨタ「グランパスランクル賞」受賞選手のお知らせ”.   名古屋グランパスエイト (2022年10月26日). 2022年10月26日閲覧。
21. ↑  “第29回愛知トヨタ「グランパスクラウン賞」受賞選手のお知らせ”.   名古屋グランパスエイト (2023年11月30日). 2023年11月30日閲覧。
22. ↑  “第30回愛知トヨタ「グランパスクラウン賞」受賞選手のお知らせ”.   名古屋グランパスエイト (2024年11月28日). 2024年12月18日閲覧。